# Crocifissione (Antonello da Messina Londra)
La Crocifissione è un dipinto olio su tavola di tiglio (41,9x25,4 cm) di Antonello da Messina, datato al 1475 e conservato nella National Gallery di Londra.

## Descrizione e stile
L'opera è firmata e datata 1475 / Antonellus Messaneus / me pinxit sul cartiglio che si trova sulla finta cornice lignea inferiore. La pacata composizione è costruita in sezione aurea e mostra la croce di Cristo sullo sfondo di un lontano paesaggio costruito con punto di fuga ribassato, mentre in basso si trovano i due dolenti, Maria e Giovanni, che contemplano la scena silenziosamente. Più lontano si vedono le tre Marie.
La tipologia iconografica rimanda a esempi fiamminghi, anche nel trattamento del paesaggio, che sfuma dolcemente in lontananza nei colori azzurrini delle colline avvolte dalla foschia. La linea marcatrice delle acque del lago isola maggiormente la figura del Cristo, con un cerchio formato dalla Vergine e da san Giovanni.
Nello stesso anno Antonello dipinse un'altra versione di dimensione più grande, dove però è più evidente l'adesione al modello nordico, con personaggi più attivi nella scena e un uso dei dettagli più curato e, per certi versi, distraente.